# Équipe d'Égypte féminine de squash
L'équipe d'Égypte féminine de squash représente l'Égypte dans les compétitions internationales de squash. Elle est dirigée par la fédération égyptienne de squash.
Depuis 1994, l'Égypte a remporté quatre championnats du monde par équipes. Le plus récent titre est acquis lors du championnat du monde 2016. Lors de cette édition, l'équipe d'Égypte aligne les trois joueuses classées en tête du classement individuel.

## Équipe actuelle
- Nour El Sherbini
- Hania El Hammamy
- Rowan Elaraby
- Amina Orfi

## Palmarès championnats du monde par équipe de squash
| Année                    | Résultat             | Classement           | G                    | P                    |
| ------------------------ | -------------------- | -------------------- | -------------------- | -------------------- |
| Birmingham 1979          | Pas de participation | Pas de participation | Pas de participation | Pas de participation |
| Toronto 1981             | Pas de participation | Pas de participation | Pas de participation | Pas de participation |
| Perth 1983               | Pas de participation | Pas de participation | Pas de participation | Pas de participation |
| Dublin 1985              | Pas de participation | Pas de participation | Pas de participation | Pas de participation |
| Auckland 1987            | Pas de participation | Pas de participation | Pas de participation | Pas de participation |
| Warmond 1989             | Pas de participation | Pas de participation | Pas de participation | Pas de participation |
| Sydney 1990              | Pas de participation | Pas de participation | Pas de participation | Pas de participation |
| Vancouver 1992           | Pas de participation | Pas de participation | Pas de participation | Pas de participation |
| Guernesey 1994           | Phase de poule       | 14e                  | 4                    | 1                    |
| Petaling Jaya 1996       | Phase de poule       | 11e                  | 2                    | 4                    |
| Stuttgart 1998           | Quart de finale      | 8e                   | 3                    | 3                    |
| Sheffield 2000           | Demi-finale          | 4e                   | 4                    | 2                    |
| Odense 2002              | Demi-finale          | 4e                   | 5                    | 2                    |
| Amsterdam 2004           | Demi-finale          | 4e                   | 4                    | 2                    |
| Edmonton 2006            | Finale               | 2e                   | 5                    | 1                    |
| Le Caire 2008            | Champion             | 1re                  | 7                    | 0                    |
| Palmerston North 2010    | Quart de finale      | 5e                   | 5                    | 1                    |
| Nîmes 2012               | Champion             | 1re                  | 6                    | 0                    |
| Niagara-on-the-Lake 2014 | Demi-finale          | 3e                   | 6                    | 1                    |
| Issy-Les-Moulineaux 2016 | Champion             | 1re                  | 6                    | 0                    |
| Dalian 2018              | Champion             | 1re                  | 6                    | 0                    |
| Total                    | 13/21                | 4 titres             | 63                   | 17                   |